# Зигмунт Радзимінський

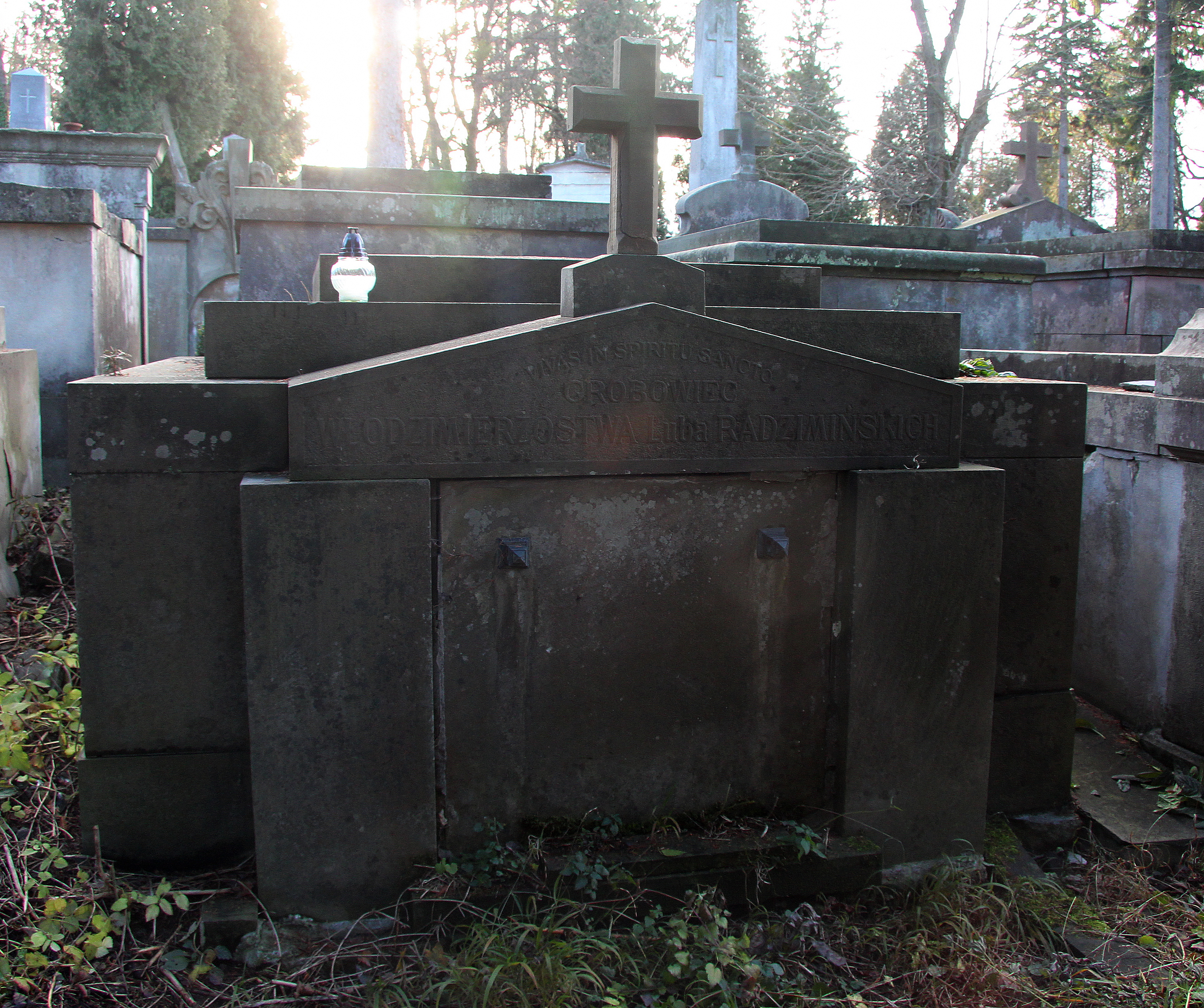

Зигмунт Фелікс Люба-Радзимінський (пол. Zygmunt Feliks Radzimiński-Luba; 2 квітня 1843, Шимківці — 12 жовтня 1928, Львів) — польський історик, археолог, генеалог та геральдик.

## Біографія
Виховувався матір'ю та вітчимом Сигізмундом Малаховським та дядьком Вінцетієм Радзимінським, заславським підкоморієм. У 1859 р. розпочав навчання у Київському університеті, спочатку на фізико-математичному відділі, а потім — на юридичному. У травні 1862 р. перервав навчання. Невдовзі одружився з сімнадцятирічною Анжелою Сосновською, дочкою Яна, маршалка Заславського повіту, та поселився у Завадинцях над Горинню, у маєту, успадкованому від Вінцентія Радзимінського.
21 квітня 1876 р. обраний депутатом Волинського дворянського зібрання в Житомирі від Острозького повіту. З 1876 р. часто приїжджав до Кракова, де вчилися його дочки, і використовував своє перебування там для відвідування лекцій відомих учених філософського відділу університету.
У 1878 р. був вибраний почесним мировим суддею Крем'янецького округу, в 1879 р. — головою з'їздів мирських суддів цього самого округу. 1884 р. мав непорозуміння з російською владою, публічно висловлюючись, зокрема, з єврейського питання, у зв'язку з чим склав з себе повноваження голови з'їзду мирових суддів. Осів у Сивках, де займався господарством та громадською діяльністю (зокрема, у Волинському статистичному комітеті).
У 1904 р. переїхав до Львова, ставши однією з характеристичних постатей львівського наукового середовища. Тут збудував на вул. 29 Листопада,92 віллу «Люба», до якої перевіз частину своєї бібліотеки та архіву. Мешкаючи у Львові, брав участь у роботі земських установ Заславського повіту як його обраний віце-президент та член багатьох комісій. За свою суспільну діяльність отримав титул державного радника та був нагороджений командорським хрестом ордена Св. Станіслава та орденами Св. Анни ІІІ класу і Св. Володимира IV класу.
Був членом-кореспондентом Московського археологічного товариства (1878), членом археологічної (1878), антропологічної (1878), історичної (1883) комісій Польської Академії мистецтв, членом історичного товариства «Нестора-літописця» у Києві (1879), членом-кореспондентом Геральдично-генеалогічної академії у Пізі (1880), дійсним членом Історичного товариства у Петербурзі (1893), членом-засновником Товариства дослідників Волині (1990) та членом Товариства старожитностей та мистецтва у Києві (1901). У травні 1917 р. став членом-кореспондентом Історико-філософського відділу Польської Академії мистецтв. Був одним із засновників Геральдичного товариства у Львові (1908), а з 1911 р. — його президентом. У 1925 р. отримав почесне членство Польського туристичного товариства.
Похований на полі № 3 Личаківського кладовища у Львові.

## Наукова діяльність

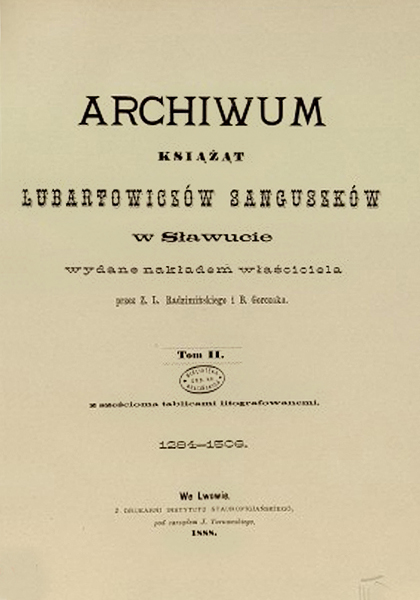
Титульний аркуш 2 т. видання «Архів Любартовичів-Сангушків в Славуті». 1888 р.

Ще будучи студентом Київського університету у 1862 р. публікує у варшавському «Ілюстрованому тижневику» статтю, присвячену середньовічному Острогу. Під час перебування у Львові на рубежі 1863—1864 рр. нав'язує тісні контакти з місцевим науковим осередком (Вінцентій Поль, Август Бельовський, Ксаверій Годебський). Заступник куратора Національного закладу ім. Оссолінських Маврицій Дідушицький тоді ж залучив його до співпраці з цією інституцією. Контакт з науковою елітою та Оссолінеумом вплинув на його історичні дослідження. Повернувшись на Волинь, до Завадинців, у вільний від роботи час досліджував та впорядковував багаті родинні архіви, займався генеалогією, геральдикою та археологією.
Річне перебування у Кракові у 1868—1869 рр. використав для нав'язування контактів з професорами місцевого університету — Йозефом Кремером і Йозефем Меєром. Познайомився також з Сигізмундом Глогером, спільно з яким у 1876 р. провів археологічні розкопки курганів Волині, а також у своїх маєтках Сивки та Радзимін.
Генеалогічно-геральдичні захоплення втілив у підготовлений з його ініціативи російською мовою «Алфавітний перелік справ волинського дворянського депутатського зібрання», що охоплював близько 2000 прізвищ волинських дворян, які виводили своє шляхетство, починаючи з 1801 р.
1878 р. разом з Теодором Зємецьким та Міхалом Хилінським заснував «Dwutygodnik Naukowy, poświęcony archeologii, historii i lingwistyce» (Краків, 1878—1879), до якого писав статті. Одночасно спільно з родичем Вацлавом Руліковським працював над видання, присвяченим князям та шляхті Правобережної України (неповний том 1 виданий авторами у Кракові 1880 р.). Результатом співпраці Радзимінського з Руліковським був також рукописний Гербівник у 4 т., що включав матеріали до історії шляхетських родин. Його активно використовував у своєму Гербовнику Адам Бонецький.
Незважаючи на завантаженість громадською роботою у 1880 р. брав участь у І з'їзді польських істориків, 1883 р. вивозив свої збірки на виставку, присвячену королю Яну ІІІ.
Вершиною наукової діяльність Сигізмунда Радзимінського є участь в укладанні славнозвісного збірника документів «Archiwum książąt Łubartowiczów-Sanguszków w Sławucie» у 7 т. (Львів, 1887—1910). Роботу цю він розпочав спільно з Петро Скобельським та Б. Горчаком на прохання князя Романа Сангушка. Радзимінський працював лише над першими двома томами видання та над двома останніми. Видання включало у себе понад 2000 документів латинською та давньоукраїнською мовами від кінця XIII ст. до 1577 р.. Вона ж сприяла тому, що С. Радзимінський розпочав роботу над монографією про князів Сангушків, яку видав у 3-х томах у Львові протягом 1906—1911 рр. У цій роботі, написаній на основі Литовської метрики, документів з віленських, київських та окремих родових архівів, подано життєписи нащадків Любарта-Федора Ольгердовича, а також князів Кобринських, Краснічинських, Сангушків на Ратні і Коширі, а також їх несухоїзького відгалуження. За допомогою до того невідомих науці джерел, відрізнив трьох одночасних князів Федорів: Федора Ольгердовича (брата Ягайла), Федора Любартовича та Федюшка на Володимирі.

## Нагороди
- Орден Святого Станіслава
- Орден Святої Анни 3-го класу
- Імператорський орден Святого Рівноапостольного князя Володимира 4-го класу

## Праці
- Люба-Радзиминский С. В. Памятники каменного века части Западной Волыни // Труды ІХ Археологического съезда. — Москва, 1897. — Т. 1. — С. 79-82. (рос.)
- Luba-Radziminski Z. Wiadomosc o nowych wykopaliskach w powicie Ostrogskim na Wolyńiu // Zbior wiadomosci do antropologii krajowej. — Kraków, 1878. — T. 2. — S. 73-74. (пол.)